# Katoomba
Katoomba – miasto w stanie Nowa Południowa Walia, leżące w Górach Błękitnych (ang. Blue Mountains), ok. 7600 mieszkańców.
Ośrodek turystyczny. W zimie (lipiec, sierpień), ze względu na położenia na wysokości 1017 m n.p.m. dwu, trzykrotne opady śniegu w sezonie, pozwalają na zorganizowanie Magicznego festiwalu zimowego inaczej tzw. Białego Bożego Narodzenia dla mieszkańców pobliskiego Sydney (w normalnym czasie, w grudniu jest lato).
Rekordowe opady śniegu miały miejsce 5 lipca 1900, kiedy to spadło ponad 180 cm śniegu.
Dogodny punkt wypraw do najbardziej fotogenicznej formacji skalnej stanu Three Sisters (Trzy Siostry).

## Etymologia
Ka-toom-ba wywodzi się z lokalnych języków australijskich i znaczy "błyszcząca spadająca woda". Tak Aborygeni nazywali wodospad spadający w Dolinę Jamison poniżej Amfiteatru Harry'ego. Początkowo miejsce było znane jako Komin Williama i Bagna Colletta. W 1874 okolica została nazwana Rozdrabniarki (ang. The Crushers) od nazwy dworca pociągów, który służył pobliskim kamieniołomom. Nazwa Katoomba została przyjęta w 1877, a miasto otrzymało prawa miejskie w 1889.